# 安东内拉·孔福尔托拉
安东内拉·孔福尔托拉（義大利語：Antonella Confortola，1975年10月16日—），意大利女子越野滑雪运动员。她曾代表意大利参加1998年、2002年、2006年和2010年冬季奥林匹克运动会越野滑雪比赛，获得一枚铜牌。